# Robert Münster
Robert Münster (ur. 3 marca 1928 w Düren, zm. 27 marca 2021) – niemiecki muzykolog.

## Publikacje
- König Ludwig II. und die Musik. Rosenheimer Verlagshaus. 1986. ISBN 978-3475522932
- Johannes Brahms im Briefwechsel mit Ernst Frank. Johannes-Brahms-Briefwechsel. Neue Folge, Band XIX. Tutzing: Schneider, 1995. ISBN 3-7952-0821-1.
- Ich würde München gewis Ehre machen. Anton H. Konrad Verlag, 2002. ISBN 978-3874374644 (wspólnie z: Heinz Friedrich(inne języki))
- Otto Carl Erdmann von Kospoth: Von Berlin über München nach Venedig. Tagebuch einer musikalischen Reise von Berlin über Dresden, Bayreuth und Nürnberg nach Augsburg, München, Innsbruck und Venedig. April bis Dezember 1783. Hrsg. von Carl-Christian von Kospoth. Eingeleitet und kommentiert von Robert Münster. Weißenhorn: Anton H. Konrad Verlag, 2006. ISBN 978-3-87437-488-0.
- Wolfgang Amadeus Mozart und das Benediktinerkloster Seeon. Anton H. Konrad Verlag, 2006. ISBN 978-3874375269
- Herzog Clemens Franz von Paula von Bayern (1722–1770) und seine Münchener Hofmusik. Tutzing: Schneider, 2008. ISBN 978-3-7952-1264-3